# 香里奈
香里奈（1984年2月21日—）是日本女演員、模特兒，本名能瀬香里奈，出身於名古屋，所屬經紀公司為Ten Carat。

## 生平
- 2000年、成為日本時尚雜誌《Ray》首席專屬模特兒。
- 2001年、第一次連續劇演出，在《叫她第一名!》裡演出小原春菜一角。
- 2002年、經紀公司由名古屋的轉換成。
- 2004年、《深呼吸的必要》、《天國之本屋～戀火》、《海猿》三部電影演出。其中《深呼吸的必要》裡為第一次電影演出，也是第一次擔任主角。
- 2007年、發表婚紗自我品牌《Sancta Carina》。在表參道Hills發表會上親自擔任模特兒，穿上自己設計的婚紗走秀。目前已經有4次發表會。
- 2008年、TBS的連續劇《DAISUKI最喜歡!!》是她初次主演連續劇。為了符合其中名為『柚子』一角之形象，將長髮剪去40公分左右。以此劇獲得日劇學院賞最佳女主角。
- 2009年、主演偶像劇《時尚女王》，飾演女主角「天野絹惠」。成為日本時尚雜誌《Ginger》專屬模特兒。
- 2009年7月、主演《烏龍派出所》真人版，飾演「秋本卡多麗娜麗子」。
- 2011年、10月，首次主演及出演富士電視台月九劇《我無法戀愛的理由》，飾演女主角「藤井惠美」，獲得不錯的成績，平均收視率16.0%，目前是她主演作品中最高的平均收視。
- 2014年、從擔任14年專屬模特兒的女性雜誌《Ray》正式畢業。《Ray》2014年5月號的封面是最後一次登場。

## 人物
香里奈為能瀨三姊妹的三女，長女為能世安奈（本名：能瀬 安奈），次女為英令奈（本名：能瀬 英令奈），現在三人還是住在一起。愛犬名為，雖然是香里奈
所飼養，但是跟大姐二姐比較親近。2008年的《SMAP×SMAP》（7月7日）為三姊妹第一次三人同時一起上節目當特別來賓。
年幼時學習電子琴和芭蕾舞，自稱是「隱蔽青年」，於閒暇時，常關在房間裡玩電玩遊戲或是跟愛犬玩耍。因為喜歡在家裡，常常刷牙的時候將腳高舉過頭，或是用芭蕾舞的動作技巧在家裡移動，以當作訓練。
對名古屋的美食十分愛好，特別喜歡一種罐裝赤味噌(ナカモ公司的つけてみそ、かけてみそ)，常常自備在身邊。曾在節目上表示過對不喜歡乾淨的男性感到傷腦筋。

## 事件
香里奈原本是女性雜誌《Ray》的專屬模特兒，但自2014年4月被《FRIDAY》流出偷拍的不雅照之後戲劇工作銳減。

## 戲劇演出

### 電影
- 深呼吸的必要 （2004年） - 主演
- 天國之本屋～戀火 （2004年） - 由衣
- 海猿 （2004年） - 松原繪里加
- 輪廻 （2006年） - 木下弥生
- 喋喋不休 （2007年） - 十河五月
- 戀空 （2007） - 美奈子
- 新·大雄的宇宙開拓史（2009年）- 莫莉娜（擔任聲優）
- 同棲生活 （2010年）- 相馬未来
- 海猿3D：The Last Message （2010年）- 松原繪里加
- 歡迎愛光臨 （2010年）- 松田真紀恵
- 明日之丈 （2011年）- 白木葉子
- 烏龍派出所 THE MOVIE 封鎖勝鬨橋(暫譯) （2011年）- 秋本‧卡特琳‧麗子
- 白兔玩偶（2011年）- 二谷ゆかり（二谷光辉的母亲）
- GIRL (2012年) -主演 瀧川由紀子

### 電視劇
- 叫她第一名 （2001年1月～3月，富士電視台） - 飾 小原春菜
- 漂流教室 （2002年1月～3月，富士電視台） - 飾 舞岡あずさ
- ディビジョン1 「2H」（2004年）- 飾 梶原真弓
- 秀逗男護士2 （2004年10月～12月，日本電視台） - 飾 矢野原希美
- 海猿 （2005年） - 飾 松原繪里加（客串）
- 夜王～YAOH～ （2006年1月～3月，TBS） - 飾 斉藤祭
- 空姐真命苦 （2006年7月～9月，富士電視台） - 飾 菊池優花
- message 〜傳說中的廣告導演·杉山登志〜（單集特別劇，2006年）- 飾 伊藤真記
- 我的人生路 （2006年10月～12月，關西電視台） - 飾 松田都古
- 折翼的天使(2)第4夜「商品」 （2007年） - 飾 美咲
- 料理新鮮人 （2007年4月～6月，日本電視台） - 飾 日日野明日香
- 向牛許願 （2007年7月～9月，關西電視台） - 飾 末永美帆子
- DAISUKI最喜歡!! （2008年1月～3月，TBS） - 主演 飾 福原柚子
- 老師真偉大!（單集特別劇，2008年） - 飾 青山雪
- 我的野蠻女友（2008年）- 三朗的相親對象（友情客串）
- 霧之火〜樺太·真岡郵局 分離的九個少女〜（單集特別劇，2008年） - 飾 井上愛子
- 我的雙脚獻给爸爸（單集特別劇，2008年） - 飾 山口綾
- 時尚女王（單集特別劇，2008年） - 主演 飾 天野絹惠
- 神探伽俐略Φ（2008年，富士電視台） - 飾 新藤奈美惠
- Love Shuffle（2009年1月～3月，TBS） - 飾 逢澤愛瑠
- 烏龍派出所（2009年8月～9月，TBS） - 飾 秋本·卡特琳·麗子
- 働くゴン！(單集特別劇)（2009）
- 時尚女王 （2009年10月～12月，關西電視台） - 主演 飾 天野絹惠
- 飛特族，買個家。（フリーター、家を買う。）（2010年10月～12月，富士電視台） － 飾  千葉真奈美
- 美咲 No.1（美咲ナンバーワン!!，2011年1月～3月，日本電視台） － 主演 飾  天王寺美咲
- 我無法戀愛的理由（私が恋愛できない理由，2011年10月～12月，富士電視台） － 主演 飾  藤井惠美
- Dirty mama（ダーティ・ママ!，2012年，日本電視台） -  飾 長嶋葵 役
- PRICELESS人生無價 （2012年，富士電視台） - 飾 二阶堂彩矢
- SUMMER NUDE（2013年，富士電視台） - 飾 千代原夏希
- 婚禮前的日子（2015年10月～12月，TBS電視台） - 主演 飾 芦沢ひとみ
- 被討厭的勇氣（2017年1月～3月，富士電視台） - 主演 飾 庵堂蘭子
- 高嶺之花（2018年7月～9月，日本電視台）- 飾  新庄千秋
- 悲慘世界：沒有終點的旅途（日语：レ・ミゼラブル 終わりなき旅路）（2019年1月6日，富士電視台）- 飾  佐山梨沙子
- 戀愛可以持續到天長地久(2020年1月14日，TBS）- 飾 天堂流子
- 真凶標籤（2021年10月～2022年3月，日本電視台）- 飾 木幡由實
- 如果能說100萬次就好了（2023年1月～，日本電視台）- 飾 尾崎莉櫻

### 廣告
- 可口可樂「コカ・コーラ」（2002）
- JCB「JCBカード」（2002）
- NEC「BB.BIGLOBE」（2002）
- UHA味覺糖「Cケア」（2003）
- 日本航空「JAL沖縄」（2004）
- ボシュロム・ジャパン「メダリストⅡ」（2005）
- ロッテ（2005）
  - 「クーリッシュ」
  - 「フラボノ ガム」
  - 「モナ王」
- 積水ハウス「シャーメゾン」（2005 ～）
- 資生堂
  - 「化粧惑星」（2005 ～）
  - 「TSUBAKI」（2006 ～）
  - 「MAQuillAGE(パーフェクトグロス」（2009 ～）
- キリンホールディングス永昌源（2005）
  - 「杏露酒」
  - 「杏露酒あんずソーダ」
- アルペン「IGNIO」（2006）
- 中部テレコミュニケーション「コミュファ」（2006 ～）
- マリモ「Sancta Carina」（2007 ～）
- トヨタ自動車「ラクティス」（2007）
- 第21回日本参議院議員通常選舉廣告（2007）
- 日清食品
  - 「カップヌードル リフィル」（2007 ～）
  - 「カップヌードル みそ」（2007 ～）
  - 「カップヌードル ミルクシーフードヌードル」（2008 ～）
- SUBARU FORESTER（2008）
- Honda
  - 「ZEST SPORTS」（2008）
  - 「ライフ」（2008）
- 三得利「百事可樂」（2008）
- 大塚製藥「カロリーメイト」（2009年）
  - 「若手OLの朝 篇」
  - 「夏CAN 篇」

### 雜誌
- Ray - 首席模特兒（2000 ～ 2014、主婦の友社）
- Voi  - 首席模特兒
- GINGER - 首席模特兒 (2009 ～、幻冬舎)

## 作品

### DVD
- フジテレビ ビジュアルクイーンオブザイヤー '02 香里奈「Infini（アンフィニ）」（2002）

### 書籍
- KARINA（2005、幻冬舎）
- I can.（2008、幻冬舎）

## 得獎紀錄
- 第14回日本電影影評人大獎新人獎（小森和子賞）（深呼吸的必要）（2005）
- 第46回ACC CM FESTIVAL」特別獎／演技獎（TSUBAKI）（2006）
- 第51回日劇學院賞最佳女配角 （我的人生路）（2007）
- 第56回日劇學院賞最佳女主角 （DAISUKI最喜歡!!）（2008）
- 「ベストレザーニスト2008」女性部門第一名（2008）
- 第104回日劇學院賞最佳女配角    (戀愛可以持續到天長地久)   (2020)

## 外部連結
- （日語）香里奈 Karina web site （页面存档备份，存于）
- （日語）テンカラットによる公式プロフィール （页面存档备份，存于）
- （日語）香里奈的Instagram帳戶
- （日語）香里奈的X（前Twitter）